# Radopholus similis
Radopholus similis är en rundmaskart. Radopholus similis ingår i släktet Radopholus och familjen Hoplolaimidae. Inga underarter finns listade i Catalogue of Life.